# Taxi Avia France
Taxi Avia France, connu également sous le premier nom de Avia Taxi France (code AITA : TF code OACI : ATX) était une compagnie aérienne régionale française de troisième niveau créée en 1961 et assurant des liaisons au départ de l'aéroport de Saint Nazaire/La Baule vers Paris, Nantes et Toulouse.

## Histoire
La compagnie Avia-Taxi-France était créée par Claude Franjus le 22 décembre 1961 d'abord pour assurer des missions de prise de vues aériennes puis en 1962 des travaux aériens et enfin de l'avion-taxi qu'elle assurait en Cessna dans ses débuts et à partir de mars 1971, en Beechcraft 99 Airliner, immatriculé F-BSRZ.
Elle commençait en 1968 des opérations de transporteur aérien régional régulier en exploitant la liaison Saint-Nazaire/La Baule vers l'aéroport de Paris Le Bourget (ligne transférée du Bourget vers Orly en novembre 1973) en Beechcraft 99 Airliner.
Début des années 1970, elle l'assurait par un Fokker F27-200 immatriculé F-BUFU (lignée Rouge et blanc avec logo TAF), 
La liaison vers Paris était assurée précédemment par la compagnie Air Inter et avant elle par Air France.
Elle commençait courant 1972, des liaisons vers l'aéroport de Paris-Le Bourget de juin à septembre de Belle-Ile-en-Mer.
En 1972, la compagnie avait déposé un dossier de projet d'ouverture de ligne auprès de la CCI du Morbihan pour une ligne Vannes - Paris/Le Bourget.
En 1972, elle avait transporté 8 417 passagers. 
Elle adhérait à l'A.T.A.R. (Association des transporteurs aériens régionaux), présidée par Michel Ziegler, fondateur de la compagnie Air Alpes.
Après s'être associé avec la compagnie régionale de troisième niveau TAT, Avia-Taxi-France était rachetée en 1973 à 68% par cette compagnie,,, Michel Marchais, patron-fondateur de la compagnie TAT devenait à son tour président de Taxi-Avia-France, nouveau nom de la compagnie, connue sous le sigle TAF.
En 1973, Taxi Avia France avait transporté 11 888 passagers, ce qui la plaçait au 7ème rang des 15 compagnies aériennes régionales adhérentes de l'A.T.A.R., qui assuraient des liaisons régulières.
En 1974, elle ouvrait la liaison Saint-Nazaire - Nantes - Toulouse en Fokker 27-200, ligne fréquentée par le personnel des usines de l'Aérospatiale (aujourd'hui Airbus) et  Saint-Nazaire-Londres via Dinard.
Elle entrait entièrement dans le capital du groupe TAT en 1974 au même titre que Rousseau Aviation, Air Alpes, Air Paris, Air Alsace, Air Languedoc, Air Centre et Air Rouergue. Les lignes de la compagnie était alors reprises par le réseau TAT.

## Le réseau
Taxi Avia France desservait les villes suivantes au départ de l'aéroport de Saint-Nazaire/Montoir (souvent appelé Aéroport de St-Nazaire/La Baule):
- Paris Orly-Ouest
- Nantes
- Toulouse
- Londres
- Dinard

Elle a également assuré la ligne saisonnière Paris-Le-Bourget - Belle-Ile-en-Mer de juin à septembre 1972.

## Flotte
Avia Taxi a utilisé des Cessna (180, 206, F-160 et 402 dont le 402A immatriculé F-BRAT),, un Piper Pa-23 "Aztec" et un Beechcraft 99A (immatriculé F-BSRZ).
TAF a utilisé des Beechcraft 99 Airliner et 1 Fokker F-27-200 (immatriculé F-BUFU) loués à la compagnie TAT.
Au 1 septembre 1973, TAF disposait d'un Fokker 27, d'un Beech 99 et de deux Cessna 402 soit 83 sièges.

## Accidents
- Vendredi 13 février 1970 :

Un avion bimoteur de type Cessna s'est écrasé vendredi 13 février 1970 vers 18h50 au Pin-la-Garenne (Orne) alors qu'il se rendait de St-Nazaire (départ 18h00) vers l'aéroport de Paris-Le Bourget où il devait atterrir vers 19h30. L'appareil a été pris dans une violente tempête de neige qui soufflait sur la région du Perche. Le pilote était une femme de 30 ans, Mlle Mengin et avait à son bord neuf passagers, notamment des techniciens de l'usine de construction métallurgique Babcock Atlantique, située à Saint-Nazaire, l'accident faisait 10 morts,.
- Vendredi 31 août 1973 :

Le Beechcraft 99 immatriculé F-BSRZ s'écrase sur la commune d'Auvers-sur-Oise (près de Pontoise), lors d'un vol d'essai après des réparations majeures, 2 personnes à bord, pas de mort.